# Brejo do Cruz
Brejo do Cruz é um município brasileiro do estado da Paraíba, localizado na Região Geográfica Imediata de Catolé do Rocha-São Bento. De acordo com o IBGE (Instituto Brasileiro de Geografia e Estatística), no ano de 2010 sua população era estimada em 13.123 habitantes. Área territorial de 399 km².
Essa cidade é citada na música Brejo da Cruz de Chico Buarque em homenagem ao amigo e também cantor Zé Ramalho, natural desta cidade.
É também citada na música "Avôhai", do Zé Ramalho.

## História
O município de Brejo do Cruz é considerado um dos mais antigos da Paraíba. Em 1600 o português Antônio Barroso Pereira resolveu cultivar um pequeno sítio que se chamava Olho D'Água do Meio. Coube, entretanto, a Manoel da Cruz Oliveira Lêdo, famoso desbravador do sertão paraibano, a fundação do povoado, por volta de 1700, instalando-se no sítio Olho D'Àgua dos Boqueirões que seria mais tarde a cidade de Brejo do Cruz.
Em 1752 Manoel da Cruz Oliveira, construiu uma capela em homenagem a Nossa Senhora dos Milagres. A fertilidade do solo atraiu muita gente para aquela região onde construiram seus sítios e fazendas.
Por volta de 1850 foi cultivado um pequeno sítio que pertencia a família Viana, no mesmo local onde se encontra edificada a cidade. Alguns anos depois, chegava Antônio Pedro, comerciante, que montou uma bodega e logo em seguida (1920) construiu uma latada, dando origem a feira que alcançou grande fama em toda a região. Em 1928 o Sr. Candinho Saldanha montou uma empresa que beneficiava o algodão. A iniciativa alcançou grande sucesso e contribuiu para o rápido crescimento do povoado, gerando empregos e incrementando a movimentação natural dos produtos. Em 1939 Candinho vem a falecer e a sua empresa encerra as atividades, mas a estrutura que se formou no povoado, garante-lhe prosperidade e crescimento.

## Geografia[3]

### Clima
O município está incluído na área geográfica de abrangência do semiárido brasileiro, definida pelo Ministério da Integração Nacional em 2005. Esta delimitação tem como critérios o índice pluviométrico, o índice de aridez e o risco de seca. O clima é classificado como Bsh-semiárido quente com chuvas de verão, com 7 a 8 meses secos, e temperaturas variando entre 25 a 38 graus Celsius. Segundo a divisão do Estado da Paraíba em regiões bioclimáticas o clima do município é do tipo 4bTh-tropical quente de seca acentuada.
| Dados climatológicos para Brejo do Cruz | Dados climatológicos para Brejo do Cruz | Dados climatológicos para Brejo do Cruz | Dados climatológicos para Brejo do Cruz | Dados climatológicos para Brejo do Cruz | Dados climatológicos para Brejo do Cruz | Dados climatológicos para Brejo do Cruz | Dados climatológicos para Brejo do Cruz | Dados climatológicos para Brejo do Cruz | Dados climatológicos para Brejo do Cruz | Dados climatológicos para Brejo do Cruz | Dados climatológicos para Brejo do Cruz | Dados climatológicos para Brejo do Cruz | Dados climatológicos para Brejo do Cruz |
| Mês                                     | Jan                                     | Fev                                     | Mar                                     | Abr                                     | Mai                                     | Jun                                     | Jul                                     | Ago                                     | Set                                     | Out                                     | Nov                                     | Dez                                     | Ano                                     |
| --------------------------------------- | --------------------------------------- | --------------------------------------- | --------------------------------------- | --------------------------------------- | --------------------------------------- | --------------------------------------- | --------------------------------------- | --------------------------------------- | --------------------------------------- | --------------------------------------- | --------------------------------------- | --------------------------------------- | --------------------------------------- |
| Chuva (mm)                              | 82,8                                    | 132                                     | 200,1                                   | 185,2                                   | 105,9                                   | 39,8                                    | 19,6                                    | 7,8                                     | 2,5                                     | 4,8                                     | 10,8                                    | 24,2                                    | 815,5                                   |
| Fonte: Atlas Pluviométrico da Paraíba   |                                         |                                         |                                         |                                         |                                         |                                         |                                         |                                         |                                         |                                         |                                         |                                         |                                         |

### Vegetação
A vegetação é composta por caatinga.

### Hidrografia
Brejo do Cruz situa-se nos domínios da bacia hidrográfica do Rio Piranhas, região do Médio Piranhas. Seus principais cursos d’ água são os riachos Tapera, Grande, Poço da Cruz, Escuro, Fundo, das Lajes, dos Bois, Poço da Onça e do Jacu. Conta ainda com as lagoas Polarinho, das Marrecas e Caminho do Brejo.

### Relevo
O relevo varia de ondulado (cotas de 125 metros) a fortemente ondulado, na serra do Brejo do Cruz, com altitude de 582 metros.

### Economia
A principal atividade econômica do município até a década de 80 foi a agropecuária, sobretudo com a produção de algodão, feijão e milho no entanto na década de 90 começou nesta cidade a produção industrial de redes de dormir que acabou se tornando a principal fonte de renda da cidade.

## Formação Administrativa
Distrito criado com a denominação de Brejo do Cruz, pela lei provincial nº 572, de 01-10-1874, desmembrado de Catolé do Rocha.
Elevado à categoria de vila com a denominação de Brejo do Cruz, pela lei provincial nº 727, de 08-10-1881, desmembrado de Catolé do Rocha.  Constituído do distrito sede. Instalado em 01-10-1882.
Em divisão administrativa referente ao ano de 1911, a vila aparece constituído do distrito sede.
Em divisões territoriais datadas de 31-12-1936 e 31-12-1937, o município aparece constituído de 2 distritos:
- Brejo do Cruz
- Belém.

Pelo decreto-lei estadual nº 520, de 31-12-1943, o distrito de Belém passou a denominar-se Taiassuí.
No quadro fixado para vigorar no período de 1944-1948, o município é constituído de 2 distritos:
- Brejo do Cruz
- Taiassuí (ex-Belém).

Pela lei estadual nº 318, de 07-01-1949, o distrito de Taiassuí voltou a denominar-se Belém.
Em divisão territorial datada de 01-07-1950, o município é constituído de 2 distritos:
- Brejo do Cruz
- Belém (ex-Taiassuí).

Assim permanecendo em divisão territorial datada de 01-07-1960.
Pela lei estadual nº 2674, de 22-12-1961, desmembra do município de Brejo do Cruz o distrito de Belém. Elevado à categoria de município com a denominação de Belém do Brejo do Cruz.
Pela lei estadual nº 2678, de 27-12-1961, é criado o distrito de São José e anexado ao município de Brejo do Cruz.
Em divisão territorial datada de 31-12-1963, o município é constituído de 2 distritos:
- Brejo do Cruz
- São José.

Assim permanecendo em divisão territorial datada de 17-01-1991. 
Pela lei estadual nº 5912, de 29-04-1994, desmembra do município de Brejo do Cruz, o distrito de São José. Elevado à categoria de município com a denominação de São José do Brejo do Cruz.
Em divisão territorial datada de 15VII-1997, o município é constituído do distrito sede. Assim permanecendo em divisão territorial datada de 2007.